# Ga Đại học Quốc gia, Hà Nội
Ga Đại học Quốc gia là một trong những nhà ga tàu điện của Tuyến số 3: Nhổn – Ga Hà Nội, nằm trên đường Xuân Thủy, phường Dịch Vọng Hậu, quận Cầu Giấy, Hà Nội.

## Lịch sử
- 8 tháng 8 năm 2024: Vận hành đoạn trên cao Tuyến số 3: Nhổn – Ga Hà Nội đoạn từ Ga Nhổn ~ Ga Cầu Giấy[2]

## Cấu trúc

### Bố trí ga

#### Tuyến 3
| 2F Tầng ke ga                   | Ke ga bên, cửa sẽ mở ở bên phải            | Ke ga bên, cửa sẽ mở ở bên phải                                         |
| Ke ga 2                         | ← T3 Tuyến 3 đi Lê Đức Thọ (Hướng đi Nhổn) |                                                                         |
| Ke ga 1                         | T3 Tuyến 3 đi Chùa Hà (Hướng đi Hà Nội) →  |                                                                         |
| Ke ga bên, cửa sẽ mở ở bên phải |                                            |                                                                         |
| 1F Tầng trung chuyển            | Tầng 1                                     | Khu bán vé, khu thương mại, khu kỹ thuật, lối lên xuống và cổng soát vé |
| G                               | Mặt đất                                    | Lối lên xuống                                                           |

## Xung quanh nhà ga

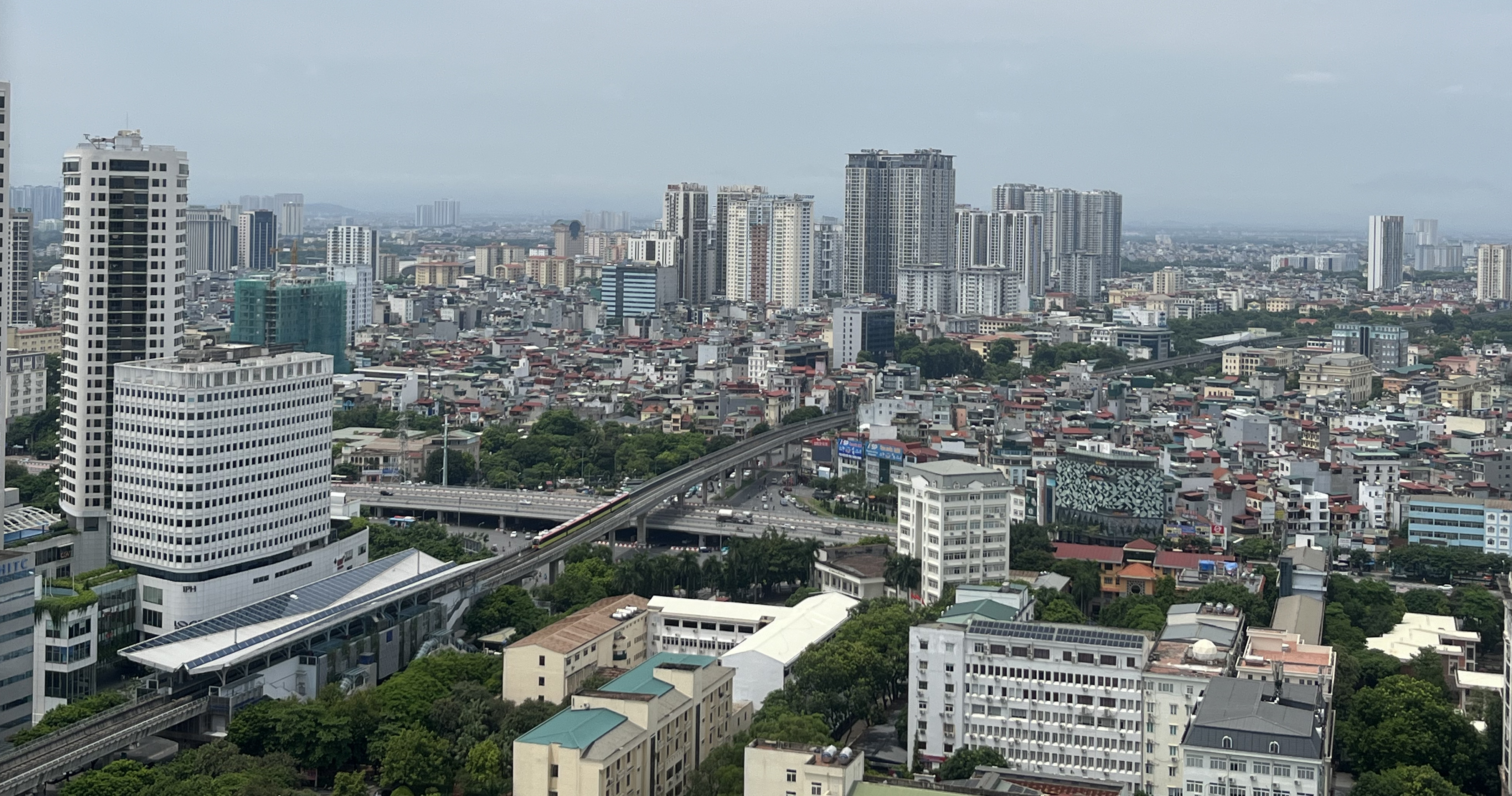
Ga Đại học Quốc gia, tuyến số 3 đường sắt đô thị Hà Nội, nhìn từ trên cao

- Nút giao thông Mai Dịch, Đường Vành đai 3
- Đại học Quốc gia Hà Nội
- Trường Đại học Sư phạm Hà Nội
- Trường Tiểu học Thực hành Nguyễn Tất Thành
- Trường THCS & THPT Nguyễn Tất Thành
- Trường THCS Ngoại ngữ, Trường Đại học Ngoại ngữ, Đại học Quốc gia Hà Nội
- Trường THPT Chuyên Ngoại ngữ, Trường Đại học Ngoại ngữ, Đại học Quốc gia Hà Nội
- Chợ Nhà Xanh
- Tòa nhà HITC Building
- Trường Tiểu học Dịch Vọng A
- Trường THCS Dịch Vọng Hậu
- Indochina Plaza Hanoi
- Đội Cảnh sát Giao thông số 6, Công an Thành phố Hà Nội
- UBND phường Mai Dịch
- Bệnh Viện Đa Khoa Y Học Cổ Truyền Hà Nội
- Cầu vượt Mai Dịch

## Hình ảnh

Nơi chờ tàu của ga Đại học Quốc gia

Tầng bán vé của ga Đại học Quốc gia

### Hệ thống xe buýt
| Tuyến xe buýt                                                 | Lộ trình                                                                                                 |
| Gần Nhà Sách Sư Phạm (Đại Học Sư Phạm Hà Nội) - 136 Xuân Thủy | Gần Nhà Sách Sư Phạm (Đại Học Sư Phạm Hà Nội) - 136 Xuân Thủy                                            |
| ------------------------------------------------------------- | --- |
| 09B(Bờ Hồ - Bến xe Mỹ Đình)                                   | Bờ Hồ - ... - Đại học Quốc gia Hà Nội -... - Bến xe Mỹ Đình                                              |
| 09BCT(Trần Khánh Dư - Bến xe Mỹ Đình)                         | Trần Khánh Dư - ... - Đại học Quốc gia Hà Nội -... - Bến xe Mỹ Đình                                      |
| 16(Bến xe Nước Ngầm - Bến xe Mỹ Đình)                         | Bến xe Nước Ngầm - ... - Đại học Quốc gia Hà Nội - ... - Bến xe Mỹ Đình                                  |
| 20A(Cầu Giấy - Bến xe Sơn Tây)                                | Cầu Giấy - ... - Đại học Quốc gia Hà Nội - ... - Bến xe Sơn Tây                                          |
| 26(Mai Động - Sân vận động Quốc gia)                          | Mai Động - ... - Đại học Quốc gia Hà Nội - ... - Sân vận động Quốc gia                                   |
| 27(Bến xe Yên Nghĩa - Bến xe Nam Thăng Long)                  | Bến xe Yên Nghĩa - ... - Đại học Quốc gia Hà Nội -... - Bến xe Nam Thăng Long                            |
| 32(Bến xe Giáp Bát - Nhổn)                                    | Bến xe Giáp Bát - ... - Đại học Quốc gia Hà Nội - ... - Nhổn                                             |
| 34(Trung tâm Hành chính Huyện Gia Lâm - Bến xe Mỹ Đình)       | Trung tâm Hành chính Huyện Gia Lâm - ... - Đại học Quốc gia Hà Nội - ... - Bến xe Mỹ Đình                |
| 39(Công viên Nghĩa Đô - Tứ Hiệp)                              | Công viên Nghĩa Đô - ... - Đại học Quốc gia Hà Nội - ... - Tứ Hiệp                                       |
| 49(Trần Khánh Dư - Nhổn)                                      | Trần Khánh Dư - ... - Cầu Giấy - ... - Đại học Quốc gia Hà Nội - ... - Nhổn                              |
| 51(Bến xe Gia Lâm - Trần Vỹ (Học viện Tư Pháp))               | Bến xe Gia Lâm - ... - Trần Thái Tông - ... - Đại học Quốc gia Hà Nội - ... - Trần Vỹ (Học viên Tư pháp) |
| E05(Long Biên - Khu đô thị Vinhomes Smart City)               | Long Biên - ... - Cầu Giấy - ... - Đại học Quốc gia Hà Nội - ... - Khu đô thị Vinhomes Smart City        |
| Tòa Nhà Indochina Tower - Đối Diện Đại học Quốc gia Hà Nội    | |
| 09B(Bến xe Mỹ Đình - Bờ Hồ)                                   | Bến xe Mỹ Đình - ... - Đại học Quốc gia Hà Nội -... - Bờ Hồ                                              |
| 09BCT(Bến xe Mỹ Đình - Trần Khánh Dư)                         | Bến xe Mỹ Đình - ... - Đại học Quốc gia Hà Nội -... - Trần Khánh Dư                                      |
| 16(Bến xe Mỹ Đình - Bến xe Nước Ngầm)                         | Bến xe Mỹ Đình - ... - Đại học Quốc gia Hà Nội - ... - Bến xe Nước Ngầm                                  |
| 20A(Bến xe Sơn Tây - Cầu Giấy)                                | Bến xe Sơn Tây - ... - Đại học Quốc gia Hà Nội - ... - Cầu Giấy                                          |
| 26(Sân vận động Quốc gia - Mai Động)                          | Sân vận động Quốc gia - ... - Đại học Quốc gia Hà Nội - ... - Mai Động                                   |
| 27(Bến xe Nam Thăng Long - Bến xe Yên Nghĩa)                  | Bến xe Nam Thăng Long - ... - Đại học Quốc gia Hà Nội -... - Bến xe Yên Nghĩa                            |
| 32(Nhổn - Bến xe Giáp Bát)                                    | Nhổn - ... - Đại học Quốc gia Hà Nội - ... - Bến xe Giáp Bát                                             |
| 34(Bến xe Mỹ Đình - Trung tâm hành chính huyện Gia Lâm)       | Bến xe Mỹ Đình - ... - Đại học Quốc gia Hà Nội - ... - Trung tâm Hành chính Huyện Gia Lâm                |
| 39(Tứ Hiệp - Công viên Nghĩa Đô)                              | Tứ Hiệp - ... - Đại học Quốc gia Hà Nội - ... - Công viên Nghĩa Đô                                       |
| 49(Nhổn - Trần Khánh Dư)                                      | Nhổn - ... - Đại học Quốc gia Hà Nội -... - Cầu Giấy - ... - Trần Khánh Dư                               |
| 51(Trần Vỹ (Học viện Tư Pháp) - Bến xe Gia Lâm)               | Trần Vỹ (Học viên Tư pháp) - Đại học Quốc gia Hà Nội - ... - Trần Thái Tông - ... - Bến xe Gia Lâm       |
| E05(Khu đô thị Vinhomes Smart City - Long Biên)               | Khu đô thị Vinhomes Smart City - ... - Đại học Quốc gia Hà Nội - ... - Cầu Giấy - ... - Long Biên        |